# Liste der Kulturdenkmäler in Mertesdorf
In der Liste der Kulturdenkmäler in Mertesdorf sind alle Kulturdenkmäler der rheinland-pfälzischen Ortsgemeinde Mertesdorf aufgeführt. Grundlage ist die Denkmalliste des Landes Rheinland-Pfalz (Stand: 8. Februar 2023).

## Denkmalzonen
| Bezeichnung                          | Lage                    | Baujahr         | Beschreibung | Bild                           |
| ------------------------------------ | ----------------------- | --------------- | --- | ------------------------------ |
| Denkmalzone Gutshof Schloss Grünhaus | westlich des Ortes Lage | 10. Jahrhundert | ehemaliges Maximiner Hof- und Weingut Grünhaus, im 10. Jahrhundert erstmals belegt; bauliche Gesamtanlage der burgenromantischen, neugotischen Anlage, 1860er Jahre: Hauptgebäude (ehemaliges Hofhaus, im Kern aus dem 16. Jahrhundert), Wohnhaus (Marienburg, 1860), Kelterhaus, umgebende Haus-, Zier- und Baumgärten und der im Süden anschließende Grünhäuser Weinberg | weitere Bilder Fotos hochladen |

## Einzeldenkmäler
| Bezeichnung                  | Lage                                                      | Baujahr                    | Beschreibung | Bild                           |
| ---------------------------- | --------------------------------------------------------- | -------------------------- | --- | ------------------------------ |
| Kirchenausstattung           | Adenauerstraße, in Nr. 15 Lage                            | 19. Jahrhundert            | in der neuen katholischen Pfarrkirche St. Martin: Teile der Ausstattung, unter anderem Altäre, 19. Jahrhundert, sowie Rokoko-Kreuzigungsbildstock, bezeichnet 1759 | BW                             |
| Torbogen                     | Hauptstraße, an Nr. 1 Lage                                | 1909/10                    | Torbogen, 1909/10 | Fotos hochladen                |
| Bahnhof Grünhaus-Mertesdorf  | Hauptstraße 2 Lage                                        | 1903                       | ehemaliger Bahnhof der Hochwaldbahn; ein- bis zweigeschossiger Typenbau, teilweise Fachwerk, 1903                                                                  | weitere Bilder Fotos hochladen |
| Grünhäusermühle              | Hauptstraße 4 Lage                                        | Mitte des 18. Jahrhunderts | barocker Krüppelwalmdachbau, Mitte des 18. Jahrhunderts; Wappen | BW                             |
| Quereinhaus                  | Hauptstraße 118 Lage                                      | um 1850                    | Quereinhaus, um 1850 | BW                             |
| Wegekreuz                    | Hauptstraße, Ecke Boorgasse Lage                          | 19. Jahrhundert            | schlichtes Schaftkreuz, 19. Jahrhundert | Fotos hochladen                |
| Marienkapelle                | Kirchgasse Lage                                           | 1855/56                    | alte katholische Pfarrkirche St. Martin; neuromanisches Portal und Chor mit Bering, 1855/56                                                                        | BW                             |
| Reisenmühle                  | südwestlich des Ortes (Im Mühlengrund 3) Lage             | 1899                       | Krüppelwalmdachbau, bezeichnet 1899 | BW                             |
| Evangelische Johannes-Kirche | westlich des Ortes, unterhalb des Gutshofes Grünhaus Lage | 1956/57                    | Bruchsteinbau, teilweise Fachwerk, 1956/57, Architekt Heinrich Otto Vogel, Trier                                                                                   | weitere Bilder Fotos hochladen |

## Ehemalige Kulturdenkmäler
| Bezeichnung | Lage                 | Baujahr | Beschreibung                                                                                          | Bild |
| ----------- | -------------------- | ------- | --- | ---- |
| Hofanlage   | Hauptstraße 125 Lage | 1825    | Dreiseithof, bezeichnet 1825, Erweiterung zur Hofanlage im 19. Jahrhundert; aus Denkmalliste gelöscht | BW   |